# Albert Wander (Politiker)
Albert Wander (* 6. November 1818 in Königsberg; † 22. Dezember 1893) war Gutsbesitzer und Mitglied des Deutschen Reichstags.

## Leben
Wander besuchte das Gymnasium in Königsberg und Tilsit und von 1842 bis 1845 die Kriegsakademie in Berlin. Von 1835 bis 1853 war er Militär und danach Landwirt auf seinem Gut in Carlberg bei Tilsit. Weiter war er Kreisdeputierter, Mitglied des Kreisausschusses und von 1875 bis 1881 Mitglied des Provinziallandtags der Provinz Preußen bzw. nach der Teilung der Provinz 1878 des Provinziallandtags der Provinz Ostpreußen. Zwischen 1879 und 1882 war er Mitglied des Preußischen Abgeordnetenhauses für Tilsit-Niederung.
Von 1881 bis 1884 war er Mitglied des Deutschen Reichstags für den Reichstagswahlkreis Regierungsbezirk Gumbinnen 1 und die Deutsche Fortschrittspartei.